# Kertzsch
Kertzsch ist ein Ortsteil der Gemeinde Remse im Landkreis Zwickau (Freistaat Sachsen). Er wurde am 17. September 1961 eingemeindet.

## Geografie

### Geografische Lage und Verkehr
Kertzsch befindet sich zwischen Remse im Südwesten und Waldenburg im Nordosten. Der Ort liegt am Westufer der Zwickauer Mulde. Durch Kertzsch verläuft die Bundesstraße 175, welche im Norden des Orts auf die Bundesstraße 180 trifft.

### Nachbarorte
| Wickersdorf    | Waldenburg (Oberstadt)                      |          |
| Kleinchursdorf | Kompassrose, die auf Nachbargemeinden zeigt | Grünfeld |
|                | Remse                                       |          |

## Geschichte

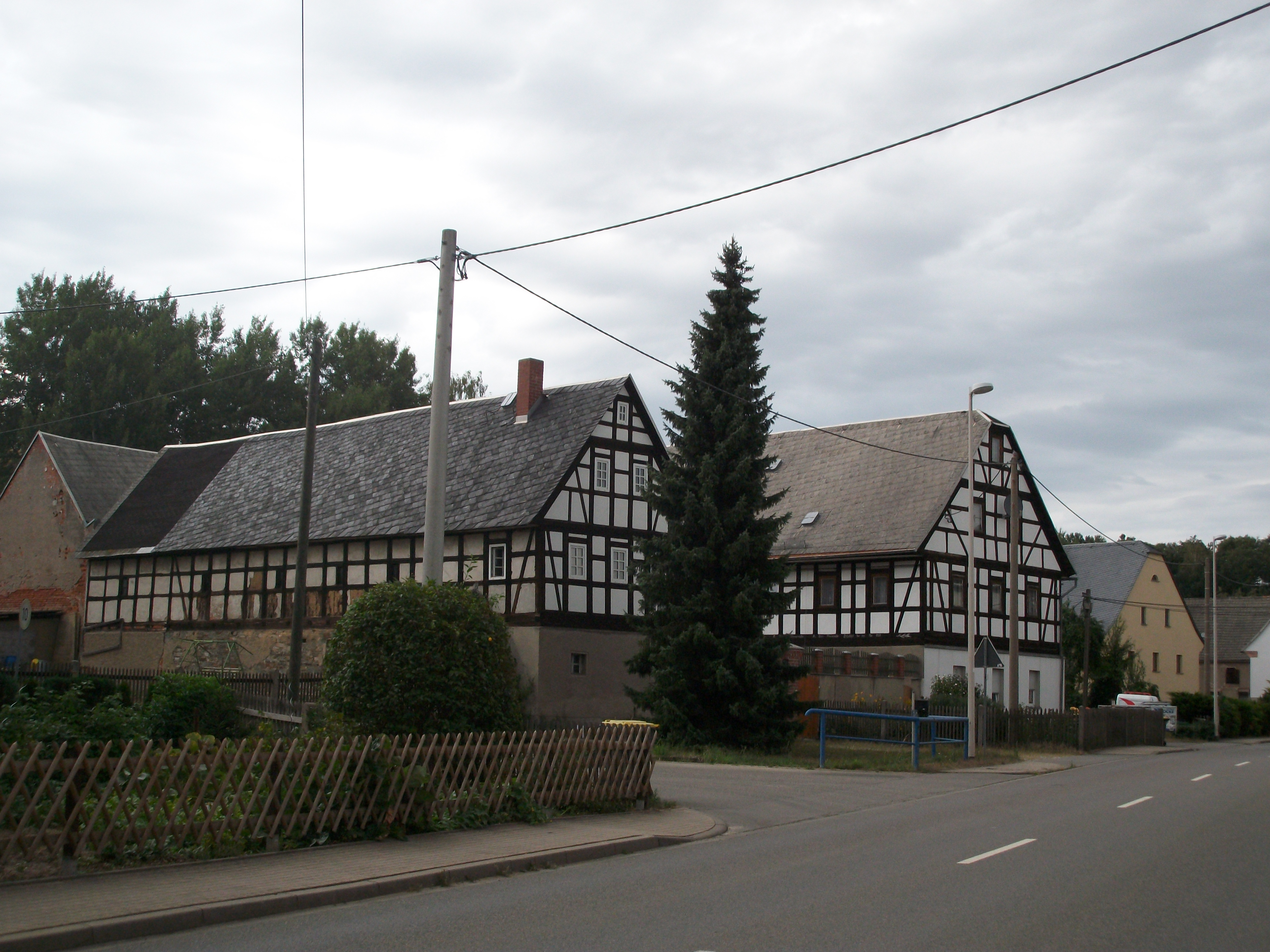
Fachwerkhaus in Kertzsch

Der Ort Ketzsch wurde im Jahr 1143 als „usque in campum Kirtzs ultra Muldam“ und im Jahr 1390 als „Kertzsch“ erwähnt. Kirchlich war der Ort ursprünglich bis 1165 nach Remse gepfarrt, danach bis zur Säkularisation des Klosters Remse im Jahr 1533 zur Kirche in Waldenburg, seitdem wieder zu Remse. Kertzsch kam im Jahr 1543 als einstiger Besitz des im Zuge der Reformation im Jahr 1533 aufgelösten Klosters Remse durch Kauf an die Herren von Schönburg. Im Jahr 1551 wird Kertzsch als Amtsdorf der schönburgischen Herrschaft Remse geführt, welche nach Auflösung des Klosters Remse im Jahr 1533 entstand und seit 1543 den Herren von Schönburg unter wettinischer Oberhoheit gehörte.
Im Rahmen der administrativen Neugliederung des Königreichs Sachsens wurde Kertzsch als Teil der schönburgischen Lehnsherrschaft Remse im Jahr 1835 der Kreisdirektion Zwickau unterstellt. Die Lehnsherrschaft Remse mit ihren Orten wurde seitdem administrativ durch das königlich-sächsische Amt Zwickau verwaltet. Ab 1856 gehörte Kertzsch zum Gerichtsamt Remse und ab 1875 zunächst zur Amtshauptmannschaft Zwickau. Nachdem auf dem Gebiet der Rezessherrschaften Schönburg im Jahr 1878 eine Verwaltungsreform durchgeführt wurde, kam Kertzsch mit dem gesamten ehemaligen Gerichtsamtsbezirk Remse im Jahr 1880 zur neu gegründeten sächsischen Amtshauptmannschaft Glauchau.
Durch die zweite Kreisreform in der DDR kam die  Gemeinde Kertzsch im Jahr 1952 zum Kreis Glauchau im Bezirk Chemnitz (1953 in Bezirk Karl-Marx-Stadt umbenannt). Am 17. September 1961 wurde Kertzsch nach Remse eingemeindet. Seit 1990 gehörte Kertzsch als Ortsteil der Gemeinde Remse zum sächsischen Landkreis Glauchau, der 1994 im Landkreis Chemnitzer Land bzw. 2008 im Landkreis Zwickau aufging.